# 薩爾托德爾瓜
萨尔托德尔瓜（西班牙語：Salto del Guairá），一译瓜伊拉瀑布城，是巴拉圭卡宁德尤省的首府，与巴西接壤，位于埃斯特城以北约200千米处，建立于1959年3月3日，1974年晋升为省会，伊泰普水电站在该城附近。